# Lykophron
Lykophron (altgriechisch Λυκόφρων; lateinisch Lycophro) ist ein männlicher Personenname des griechischen Altertums und bedeutet Wolfsweisheit oder klug wie ein Wolf.

## Bekannte Namensträger
- Lykophron (Sohn des Mastor) aus Kythera
- Lykophron (Genosse des Diktys) aus Kreta, den ein Blitz erschlug
- Lykophron von Korkyra, der jüngere Sohn des Periander (6. Jahrhundert v. Chr.)
- Lykophron von Pherai, ein thessalischer Politiker und Alleinherrscher
- Lykophron II. von Pherai, dessen Enkel
- Lykophron (Sophist), ein zur Sophistik gezählter antiker Philosoph
- Lykophron aus Chalkis, ein Dichter des 3. Jahrhunderts v. Chr.
- Lykophron (aus Chalkis?), Verfasser des dramatischen Monologs Alexandra (um 190 v. Chr.)